# Gazzaniga
Gazzaniga (lombardul: Gagianiga) település Olaszországban, Lombardia régióban, Bergamo megyében. Lakosainak száma 4888 fő (2023. január 1.). Gazzaniga Albino, Vertova, Aviatico, Fiorano al Serio, Cene, Cornalba és Costa Serina községekkel határos.

## Népesség
A település lakossága az elmúlt években az alábbi módon változott:
| Lakosok száma | 5042 | 5058 | 4888 |
|               | 2017 | 2018 | 2023 |